# جورج دنیل (موسیقی‌دان)
جورج بدفورد دنیل (به انگلیسی: George Bedford Daniel) موسیقی‌دان و تهیه‌کنندهٔ موسیقی بریتانیایی بلژیکی‌تبار می‌باشد. وی به‌عنوان یکی از تٲسیس‌کنندگان، تهیه‌کنندهٔ موسیقی اصلی و طبل‌زن گروه موسیقی سبک ایندی آرت پاپ تحت عنوان د ۱۹۷۵ به شهرت رسیده‌است.